# Список переименованных населённых пунктов Кировской области
В данном списке приведены населённые пункты, расположенные согласно современному административно-территориальному делению в Кировской области России, название которых изменялось.

## Б
- Свиньи → Береговая (сельский населённый пункт)[1]
- Козляцы → Березовка (сельский населённый пункт)[1]

## В
- Большой Полом → Верхобелье (сельский населённый пункт)[1]
- Власово → Вишневка (сельский населённый пункт)[1]
- Богословское → Высокораменское (сельский населённый пункт)[1]

## З
- Хомяки → Знаменка (сельский населённый пункт)[1]

## К
- Голодаещина → Кезинская (сельский населённый пункт)[1]
- Вятка → Хлынов (1475) → Вятка (1780) → Киров (1934)[2]
- Усть-Чепца → Кирово-Чепецк (1955, город)[3]
- Голодаево → Ключи (сельский населённый пункт)[1]

## М
- Хомяки → Малиновка (сельский населённый пункт)[1]

## Н
- Козлы → Набережный (сельский населённый пункт)[1]
- Обжоры → Николаевка (сельский населённый пункт)[1]
- Пустолайка → Новик (сельский населённый пункт)[1]
- Нолинск (1668, город – с 1780) → Молотовск (1940) → Нолинск (1957)[4]

## О
- Орлов (XII в.) → Халтурин (1923) → Орлов (1992)[5]

## П
- Новый Починок → Починок (2023)[6]

## Р
- Слеповцы → Родина (сельский населённый пункт)[1]

## С
- Грехи → Садовая (сельский населённый пункт)[1]
- Санчурск (1584) → Царев-Санчурск (1627) → Царёвосанчурск (1780) → Санчурск (1923)[7]
- Бараны → Северная (сельский населённый пункт)[1]
- Слудка → Слудка Городищенская (2023)[6]
- Слудка → Слудка Немская (2023)[6]
- Кукарка → Советск (1918)
- Пьяная Степь → Степная (сельский населённый пункт)[1]

## Ч
- Голяки → Черемушки (сельский населённый пункт)[1]

## Щ
- Щукино → Щукино 1-е (2023)[6]

## Источник
- Е. М. Поспелов. Имена городов: вчера и сегодня (1917—1992): Топонимический словарь. — Москва: Русские словари, 1993. — 249 с.